# Make It Pop
Make It Pop è una serie televisiva statunitense-canadese ispirata al K-pop e ideata da Nick Cannon e Thomas Lynch. Prodotta da negli Stati Uniti da Nickelodeon, in Canada da YTV, mentre in Italia da TeenNick e in chiaro su Super!.

## Trama
Sun Hi Song è un'aspirante popstar che adora i social media e il suo fan club, la Sun Hi Nation. Al suo nuovo liceo, la Mackendrick Preparatory School conosce Jodi Mapa, una stilista principiante, Corki Chang, una studentessa portentosa e misteriosa e Caleb Davis, un DJ. Con Corki non stringe subito amicizia per la sua imperscrutabilità, che si scopre poi essere fondata sul fatto che è la figlia di Cole Chang, un grande milionario. Tutti insieme decidono di formare una band con le basi di Caleb. Dopo aver trovato il nome (XO-IQ) riscuotono successo nel club RI-RY dove Caleb lavora

## Personaggi
- Megan Lee come Sun-Hi Song. Doppiata da Loretta Di Pisa
È una ragazza che ama cantare e stare sotto i riflettori e cerca in ogni modo di diventare famosa.
- Louriza Tronco come Jodi Mapa. Doppiata da Annalisa Longo
È un'aspirante stilista che adora la moda,crea molti abiti ed è innamorata di Caleb Davis.
- Erika Tham come Corki Chang. Doppiata da Katia Sorrentino
È una ragazza molto intelligente che suona il violino e si diverte a cantare.
- Dale Whibley come Caleb Davis. Doppiato da Tiziano Bertrand
È il DJ del gruppo, crea molte musiche ed è innamorato di Jodi Mapa.
- John-Alan Slachta come Jared Anderson. Doppiato da Mattia Bressan
È il quarterback di football ed è innamorato di Corki.
- Taveeta Szymanowicz come Valerie Graves. Doppiata da Deborah Morese
È il capo cheerleader e antagonista centrale nella serie.
- Matt Baram come Mr. Melwood Stark. Doppiato da Lorenzo Scattorin
È il capo del Dipartimento Arts Theater e consigliere residente alla Mackendrick Prep.
- Karen Holness come la signora Diona. Doppiata da Cristina Giolitti
È la preside della Mackendrick Prep.

## Episodi
La prima stagione è stata trasmessa negli Stati Uniti su Nickelodeon dal 26 marzo 2015 al 1º maggio 2015. È stato prodotto un episodio speciale andato in onda il 5 dicembre 2015 su Nickelodeon dal titolo The Gift. La seconda stagione è stata trasmessa negli Stati Uniti su Nickelodeon dal 4 gennaio 2016 al 29 gennaio 2016. È stato prodotto un episodio speciale andato in onda il 20 agosto 2016 su Nickelodeon dal titolo Summer Splash.
La prima stagione in Italia è andata in onda su TeenNick dal 14 dicembre 2015 al 6 maggio 2016. Lo speciale The Gift è andato in onda il 24 dicembre 2016 su TeenNick.
La seconda stagione è andata in onda su TeenNick dal 3 aprile 2017 al 19 aprile 2017. Lo speciale Summer Splash non è stato trasmesso.
| Stagione         | Episodi       | Prima TV originale | Prima TV Italia |
| ---------------- | ------------- | ------------------ | --------------- |
| Prima stagione   | 20            | 2015               | 2015 - 2016     |
| The Gift         | The Gift      | 2015               | 2016            |
| Seconda stagione | 20            | 2016               | 2017            |
| Summer Splash    | Summer Splash | 2016               | non trasmesso   |